# Cazzago San Martino
Cazzago San Martino es una localidad y comune italiana de la provincia de Brescia, región de Lombardía, con 11.000 habitantes.

## Evolución demográfica
| Gráfica de evolución demográfica de Cazzago San Martino entre 1861 y 2001 |
|                                                                           |
| Fuente ISTAT - elaboración gráfica de Wikipedia                           |